# Josef Tejkl
Josef Tejkl (8. července 1952, Těchonín – 4. dubna 2009 na Králickém Sněžníku) byl český pedagog, divadelní režisér, herec, dramatik, scénograf, divadelní organizátor, textař (např. pro skupinu Kantoři), autor, který byl celkem čtyřikrát nominován na Cenu Alfréda Radoka, držitel ocenění Zlatý Alois. Byl zakladatelem královéhradeckého divadla Jesličky a uměleckým vedoucím divadelních souborů Černí Šviháci a Samohana.
Kromě divadelní scény byl Josef Tejkl i velkým propagátorem dobývání hor, zorganizoval a sám zrealizoval mnoho horských výprav v tuzemsku, Evropě i ve světě. Svým osobitým přístupem získal mnoho lidí pro tento sport, originálním kulturním zážitkem bylo dramatické zpracování zpráv z těchto výprav v samostatném programu divadla Jesličky.

## Divadelní hry
- 1987 Cesta z hlíny do hlíny
- 1988 Pozor, chromý pes!
- 1992 Průvan v teráriu (nominace na Cenu Alfréda Radoka)
- 1995 Kosou na kameni (nominace na Cenu Alfréda Radoka)
- 1996 Je libo čtverylku?
- 1997 Krajem táhne spřežení
- 1998 Třpyt slunce
- 2002 Amatéři (cena Zlatý Alois)
- 2003 Tyrolská elegie (nominace na Cenu Alfréda Radoka)
- 2004 Solný sloupy
- 2005 Čilimník
- 2006 Bílí andělé pijí tesavelu
- 2005 Asteroid Bejček
- 2007 Země pokladů (nominace na Cenu Alfréda Radoka)